# Pleucadeuc
 Pleucadeuc  (en bretón Plegadeg) es una población y comuna francesa, situada en la región de Bretaña, departamento de Morbihan, en el distrito de Vannes y cantón de Questembert.

## Demografía
| 1339 | 1181 | 1158 | 1331 | 1376 | 1482 | 1525 |
| Para los censos de 1962 a 1999 la población legal corresponde a la población sin duplicidades (Fuente: INSEE [Consultar]) |      |      |      |      |      |      |